# Eleições parlamentares europeias de 1984 (França)
As eleições parlamentares europeias de 1984 na França, realizadas a 17 de Junho, serviram para eleger os 81 deputados do país para o Parlamento Europeu.
O vencedor claro destas eleições foi a aliança eleitoral entre os centristas da União pela Democracia Francesa e os gaullistas do Reagrupamento para a República que obtiveram, cerca de, 41% dos votos e 41 dos 81 deputados.
O Partido Comunista Francês obteve um péssimo resultado, ficando-se pelos 11,2% dos votos e 10 deputados, iniciando, assim, um longo declínio eleitoral.
A grande surpresa destas eleições foi o espectacular resultado obtido pelo partido de extrema-direita, a Frente Nacional, que conquistou 11,0% dos votos e 10 deputados, entrando, assim, no panorama política da França.

## Resultados Oficiais
| Partido                 | Partido                                       | Votos      | %               | +/-   | Deputados | +/-     |
| ----------------------- | --------------------------------------------- | ---------- | --------------- | ----- | --------- | ------- |
|                         | UDF - RPR                                     | 8 683 596  | 43,02 / 100,00  | 0,90  | 41 / 81   | 1       |
|                         | Partido Socialista                            | 4 188 875  | 20,75 / 100,00  | 2,78  | 20 / 81   | 2       |
|                         | Partido Comunista Francês                     | 2 261 312  | 11,20 / 100,00  | 9,32  | 10 / 81   | 9       |
|                         | Frente Nacional                               | 2 210 334  | 10,95 / 100,00  | Novo  | 10 / 81   | Novo    |
|                         | Os Verdes                                     | 680 080    | 3,36 / 100,00   | 1,03  | 0 / 81    | Estável |
|                         | Unidade Radical Ecologista                    | 670 674    | 3,32 / 100,00   | Novo  | 0 / 81    | Novo    |
|                         | Luta Operária                                 | 417 702    | 2,07 / 100,00   | 1,01  | 0 / 81    | Estável |
|                         | Dissidentes da União pela Democracia Francesa | 382 404    | 1,89 / 100,00   | Novo  | 0 / 81    | Novo    |
|                         | Outros                                        | 686 157    | 3,36 / 100,00   |       | 0 / 81    |         |
| Votos inválidos         | Votos inválidos                               | 737 838    | 3,53 / 100,00   | 1,69  |           |         |
| Total                   | Total                                         | 20 918 772 | 100,00 / 100,00 |       | 81 / 81   |         |
| Eleitorado/Participação | Eleitorado/Participação                       | 36 880 688 | 56,72 / 100,00  | 3,99  |           |         |
| Fonte                   | Fonte                                         | [ 1 ]      | [ 1 ]           | [ 1 ] | [ 1 ]     | [ 1 ]   |